# Asphondylia miki
Asphondylia miki är en tvåvingeart som beskrevs av Wachtl 1880. Asphondylia miki ingår i släktet Asphondylia och familjen gallmyggor. Inga underarter finns listade i Catalogue of Life.